# Lestodiplosis woeldickii
Lestodiplosis woeldickii is een muggensoort uit de familie van de galmuggen (Cecidomyiidae). De wetenschappelijke naam van de soort is voor het eerst geldig gepubliceerd in 1839 door Contarini.